# Albelda
Albelda es un municipio y población de España, perteneciente a la comarca de la Litera, al este de la provincia de Huesca, comunidad autónoma de Aragón, a 91,5 km de Huesca. Tiene un área de 51,9 km² con una población de 870 habitantes (INE 2008) y una densidad de 16,76 hab./km². El código postal es 22558.

## Geografía
Este casco urbano buscó la llanura entre dos montañas. Al norte limita con una formación montañosa de yeso, las llamadas "Chesses" que le dan una tonalidad característica al paisaje.

### Clima
Total de horas teóricas de sol al año: 2720,68 h.
Porcentaje de insolación: 59,44
Insolación máxima: julio, 78
Insolación mínima: diciembre, 36,68
Temperaturas medias anuales: 13,92 °C
Temperatura media máxima: 20,87 °C
Temperatura media mínima: 7,21 °C
Temperaturas extremas:
máxima absoluta, 43 °C
mínima absoluta, -18 °C
Período de heladas:
período medio, 23 de noviembre – 15 de marzo
período extremo, 9 de noviembre – 31 de marzo
Los meses más fríos coinciden con diciembre y enero, con temperaturas medias de 0 °C y medias mínimas absolutas de -5 °C.
Por otra parte, los meses más calurosos son julio y agosto con temperaturas medias de 32 °C y 31 °C, y una media máxima absoluta de 35 °C y 38 °C. Si a julio se le añade la característica de ser el mes de menor pluviometría, se convierte en el más seco del año.
Precipitación media anual: 398,88 mm
Precipitación máxima recogida en 24 horas: 86,2 mm
Media anual de días de lluvia: 58,6
Media anual de días de llovizna: 12,28
Los valores más bajos se recogen en los meses de invierno y verano. La humedad relativa es superior durante todo el año a 50%.
Nieblas: abundantes durante los meses invernales, llegando a una media de 36,07 días de niebla al año, repartidos en su mayoría durante los meses de noviembre, diciembre y enero.
Nieves: zona no caracterizada por las nieves.
Vientos: dominan los de dirección SO-NE. El porcentaje de calma es alto en los meses de otoño e invierno, con un 53,14. La velocidad media anual es de 8,23 km/h.
Clasificación climática según Unesco-FAO: clima templado-medio, subdesértico-cálido, con invierno moderado.

### Localidades limítrofes
En el borde nororiental de la provincia de Huesca, en la depresión del Ebro, entre los términos de Alcampell (NO), Castillonroy (NE) y lindando con la provincia de Lérida al SE.

## Toponimia
El término Albelda proviene del árabe البلدة, AL-BALDA , "el pueblo"

## Símbolos

### Escudo
Primer cuartel de oro, los cuatro palos de gules; segundo cuartel de plata, con una rama de olivo de sinople; y de soportes, dos leones rampantes. Al timbre, corona real cerrada.

### Bandera
Estará compuesta por un ajedrezado blanco y azur, cargado con el blasón local.

## Historia
El nombre de Albelda procede del árabe al-balda (البلدة), que significa "la villa".
Enclavada entre montañas de yeso, areniscas y arcillosas, de leves alturas y pintorescas formaciones y con el cerro del castillo vigilante. Destacan en su casco antiguo, soportales que cerraban el pueblo y “portalets” que dan a la Plaza Mayor, donde tiene su iglesia ex-colegiata (siglo XVI) y a la rambla donde afluyen las aguas de un torrente que recoge las de un manantial de la sierra de “les Gesses” en el pozo árabe y la fuente que le dan vida y que fueron motivo de asentamientos.

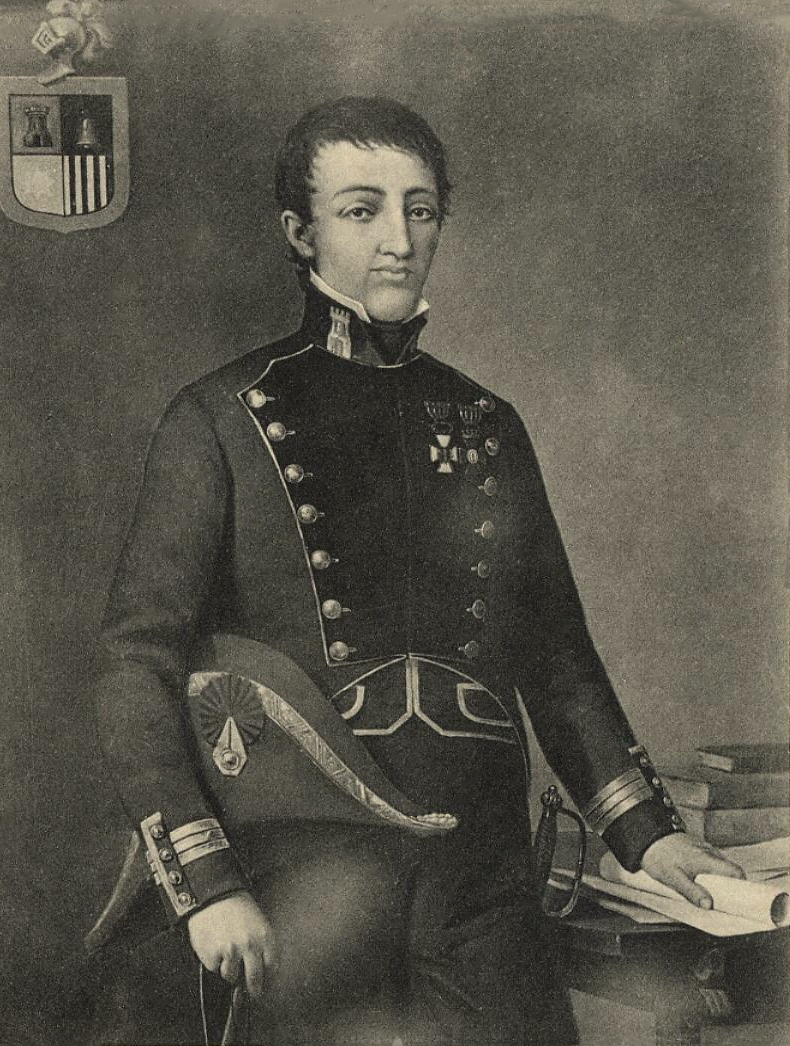
Antonio Sangenís y Torres, ingeniero militar.

Fue lugar de señorío de los Condes de Urgell (siglos XIII y XIV) y luego de los Peraltas. Villa, desde que Felipe IV, en 1629, le otorgara esa condición. Tierra de Infanzones, a partir de entonces, a la que pertenecieron las armas de los Miravete, Cudós, Sangenís, Chicot y Torres.
Su bandera a cuadros azul y blanca, sus habitantes fueron guerreros, agricultores y comerciantes. Como agricultores cultivaron sobre todo el olivo centenario. Artesanalmente trabajaron el cáñamo en sus telares, la cantarería, el mimbre, la anea y la caña. Herreros, carpinteros guarnicioneros, esquiladores, cholladores… trabajaron por y para el campo. Construyeron sus hornos para el pan y poseían molino de aceite para molturar las olivas, empresa que todavía hoy continúa y que recordamos con gratitud en un monumento y en las propias armas de la villa.
Su vida discurría en un paisaje árido lleno de aljibes y silos (receptáculos árabes) en sus rocas que servían para paliar las necesidades de otras épocas no muy remotas y caminos de trazo directo entre Aragón y Cataluña que han dado paso a las actuales rutas de senderos (G-R y P-R> ruta d´aljubs i sies).
Este paisaje se vio modificado a principios del siglo XX por la construcción del Canal de Aragón y Cataluña y su sifón, la obra de ingeniería hidráulica más importante de España por entonces, cuya base del recorrido, ajardinado, fue y es el Paseo del Sifón.
Las aguas del canal dividen el término en dos zonas: la de secano, en la que destacan la ermita de San Sebastián (siglos XVI-XVII) y las “Voltes”, construcciones de arquitectura popular más significativas; la zona de regadío donde podemos encontrar la ermita de San Roque (siglos XVII-XVIII) y nuestra sabina milenaria.
Con el canal la economía mejoró y con ella la vida y costumbres de sus habitantes.
Hoy día, Albelda es rica en cereales, olivo, frutales y forrajes. Abundan las granjas de porcino, ovino y caprino. Así su gastronomía ofrece variedad de productos naturales, elaborados artesanalmente.
Satisfechos y con tesón, sus habitantes han recuperado de las típicas tareas, fiestas como “La sega i la trilla” en junio y la matacía o “Festa del Tossino” en enero, gracias a un gran movimiento asociativo que se deja notar en las catorce asociaciones que existen en nuestro pueblo, que no supera los 900 habitantes y que cuenta con servicios de guardería, biblioteca, piscinas, centro de salud. Muy apropiado para un turismo tranquilo.

## Arqueología
Posee varios objetos íberos, entre ellos representaciones humanas que están expuestos al público.

## Demografía
Albelda cuenta con una población de 709 habitantes (INE 2024).
| Gráfica de evolución demográfica de Albelda entre 1842 y 2021                                                       |
| |
| Población de derecho según los censos de población del INE Población de hecho según los censos de población del INE |

## Economía
La economía de la población de Albelda es eminentemente agrícola, con gran experiencia en los sectores de la fruta y del trigo, aunque se percibe la presencia de actividades en los otros sectores económicos, como la alimentación.

### Evolución de la deuda viva municipal
| Gráfica de evolución de Deuda viva del Ayuntamiento de Albelda entre 2008 y 2019                                |
| |
| Deuda viva del Ayuntamiento de Albelda en miles de Euros según datos del Ministerio de Hacienda y Ad. Públicas. |

## Administración y política
| Período   | Alcalde                          | Partido |  |
| --------- | -------------------------------- | ------- |  |
| 1979-1983 | Francisco Javier Torres Pallarol | Ind.    |  |
| 1983-1987 |                                  |         |  |
| 1987-1991 |                                  | PSOE    |  |
| 1991-1995 |                                  | PSOE    |  |
| 1995-1999 | Francisco Javier Torres Pallarol | PAR     |  |
| 1999-2003 | Francisco Javier Torres Pallarol | PAR     |  |
| 2003-2007 | Francisco Javier Torres Pallarol | PAR     |  |
| 2007-2011 | María Ángeles Roca Llop          | PSOE    |  |
| 2011-2015 | María Ángeles Roca Llop          | PSOE    |  |
| 2015-2019 | María Ángeles Roca Llop          | PSOE    |  |

| Partido político    | Partido político                                   | 2003   | 2007   | 2011   | 2015   |
| Partido político    | Partido político                                   | Ediles | Ediles | Ediles | Ediles |
|                     | Partido de los Socialistas de Aragón (PSOE-Aragón) | 3      | 5      | 4      | 3      |
|                     | Partido Popular de Aragón (PP)                     | —      | —      | 2      | 2      |
|                     | Cambiar Albelda                                    | —      | —      | —      | 2      |
|                     | Chunta Aragonesista (CHA)                          | —      | —      | 1      | —      |
|                     | Partido Aragonés (PAR)                             | 4      | 2      | —      | —      |
| Total de concejales | Total de concejales                                | 7      | 7      | 7      | 7      |

## Patrimonio

### Monumentos religiosos
El edificio más notable es la colegiata de San Vicente, del siglo XVI.
Albelda posee dos ermitas religiosas. La ermita de San Sebastián se divisa desde cualquier punto de la localidad, pues está situada encima de una montaña. Su belleza se realza de noche, cuando ésta se ilumina. La ermita de San Roque tiene un tamaño mayor que la anterior. Ésta se sitúa a 2 km de la localidad.

### Monumentos civiles
La Sabina, se trata de un árbol con cerca de 1000 años de antigüedad.

## Cultura
Albelda cuenta con una cultura especial, atípica para muchos pueblos. Su emplazamiento entre montaña y llano, y también entre Aragón y Cataluña, hace que sus habitantes puedan hablar castellano, si bien entre ellos hablan catalán. Esta localidad cuenta con escuela y biblioteca propia, donde se fomenta la lectura En esta localidad se hallan múltiples asociaciones, y no es extraño que sus habitantes pertenezcan a más de una. Desde la asociación que apuesta por la jota hasta las varias que fomentan el teatro u otras que quieren recuperar las tradiciones del campo. También se puede encontrar algún taller de cerámica que sigue manteniendo antiguas técnicas de decoración, entre las que cabe destacar la realizada con Terras Sigillatas.

### Gastronomía
Sabores y música. Pucheros y traje típico. Comida casera y elaboración artesanal de embutidos. Variedad de carnes de gusto exquisito que se ofrecen a todo el que se acerca a Albelda para la Festa del Tossino. Hortalizas frescas, frutas dulces que crecen en una tierra especial bajo un clima particular que produce un melocotón delicioso, fruta de calidad superior del Prepirineo. Miel, aceite de oliva virgen de colores y sabores evocadores. Pan artesanal. Torta y panadones. Salsa de Semana Santa, caracoles a la llauna o a la gormanta, y tantos otros platos típicos buenísimos transmitidos de generación en generación.

### Deporte
Esta localidad cuenta con equipo de fútbol, Club Fútbol Sala Albelda, que actualmente milita en Tercera División. Este club cuenta con una larga historia, este fue fundado en 1991 y fue jugando diferentes ligas y categorías hasta la creación de una oficial en La Rioja.

### Fiestas
- Festa del Tossino: Esta es una Fiesta de Interés Turístico de Aragón. En ella, los asistentes pueden degustar los productos derivados del cerdo gratuitamente. Se celebra el cuarto domingo del mes de enero.[11]

- Del 15 al 17 de agosto, en honor de san Roque.
- Del 22 al 24 de enero, en honor de san Vicente.
- 15 de mayo, en honor de san Isidro.

### Ocio
Dispone de un local de ocio, pub "Universal" donde se reúnen los jóvenes de la localidad. También dispone de varias peñas y una asociación juvenil.